# Бяло море
 За морето в Русия вижте Бяло море (Русия).  
Бяло море или Егейско море (изписване до 1945 година: Бѣло море или Егѣйско море; на гръцки: Αιγαίο Πέλαγος, Егѐо Пѐлагос, на турски: Ege Denizi, Ѐге Денизѝ) е полузатворено море, част от Средиземно море, разположено между Балканския полуостров на запад и север, Мала Азия на изток и остров Крит на юг. На североизток чрез протока Дарданели се свързва с Мраморно море. Южната граница на Бяло море според Международната хидрографска организация се прокарва от крайбрежието на Мала Азия (южно от курорта Мармарис), северозападното крайбрежие на остров Родос, протока Карпатос, южното крайбрежие на остров Карпатос, северния бряг на остров Касос, протока Касос, северното крайбрежие на остров Крит, протока Антикитира, остров Антикитира, протока Китира, източния бряг на остров Китира и завършва в крайната югоизточна част на полуостров Пелопонес. В тези си граници дължината му от север на юг е около 650 km, а максималната ширина в южната част около 450 km. Има площ от 214 000 km².

## Етимология
За гръцкото име на морето – Егейско – още от древността има различни обяснения. Според някои то идва от древногръцкия град Егей в Ахея, а според други – от Егея, царица на амазонките, която умира в морето. Трети са на мнение, че морето носи името на цар Егей, бащата на Тезей, който се хвърля в морето, мислейки, че синът му е загинал. Най-вероятно гръцкото име на морето идва от старогръцката дума: αἶγες – aiges – аигес, сиреч вълни. В Гърция Егейско море е познато и като „Архипелагос“, тъй като на гръцки това означава „главно море“.

## Географска характеристика

### Образуване, брегова линия
Бяло море се е образувало в резултат от потъването на континенталната суша (Егеида) в края на плиоцена и началото на плейстоцена, остатъците от която се явяват многочислените му острови, във връзка с които по-рано то се е наричало море на Архипелага.
Бреговете на Бяло море са силно разчленени и образуват редица заливи, полуострови и острови, както и малки вътрешни морета. Най-значимите полуострови, вдаващи се в морето, са Атика, Магнисия, Халкидически и Галиполи (на Балканския полуостров); Чешме и Режадие (в Мала Азия). Заливите Арголикос, Сароникос и Волоски са в областта на Средна Гърция, а Халкидическият полуостров е заобиколен от Солунския (на запад) и Орфанския залив (на изток), като неговите собствени полуострови оформят още 2 дълбоки залива – Торонийски (Касандра) и Светогорския залив (Сингитикос). По на изток е Сароският залив, а на малоазийското крайбрежие са оформени заливите Едремит, Измирски, Кушада, Мандалия и Гьоква.
Части на Бяло море са определяни като обособени по-малки морета, най-значимите от които са Тракийско море на север , Критско море на юг, както и по-малките и споменавани основно в исторически контекст Икарийско море на изток и Миртонско море  на запад.

### Острови
Бяло море е характерно с множеството си острови. Наброяват се 1415, от които само 20 принадлежат на Турция, а останалите са гръцки. Най-голям с площта си от 4165 km² е Евбея. Други по-големи са Хиос, Лесбос, Тасос, Наксос, Родос, Самос. Островите формират четири по-малки архипелага: Цикладски острови, Саронически острови, острови Южни Споради (Додеканези), острови Северни Споради. Останалите острови се определят като североегейски.
Повечето от островите в морето са част от Гърция. Те се разделят на седем архипелага:
- Североизточни острови в Бяло море (Тасос, Самотраки, Лемнос, Гьокчеада, Лесбос, Хиос и др.)
- Евбея
- Северни Споради (Скирос, Скопелос, Скиатос и др.)
- Циклади (Андрос, Тинос, Наксос, Милос, Кея, Парос, Сирос, Тира и др.)
- Саронийски острови (или Арго-Саронически острови)
- Додеканези (или Южни Споради) (Самос, Икария, Калимнос, Кос, Тилос, Родос, Карпатос и др.)

Много от островите, някои от които архипелази, всъщност са продължение на планините в Европа. Една от планинските вериги се простира през морето до Хиос, друга се простира през Евбея до Самос, а трета се простира през Пелопонес и Крит до Родос, разделяйки Бяло море от Средиземно море.

## Хидрография
Средната дълбочина на морето е 1200 m. Максималната дълбочина е разположена в източната част на Критско море, западно от остров Карпатос – 2529 m и падината южно от Халкидическия полуостров е с дълбочина до 1575 m. Солеността е 37 – 38‰. Приливите са полудневни с амплитуда от 0,3 до 0,6 m.
Беломорските повърхностни води се движат във форма на спирала обратно на часовниковата стрелка, като средиземноморската вода се движи на север по западното крайбрежие на Турция, преди да бъдат изместена от малко по-плътна вода от Мраморно море. Притокът на по-студена и плътна вода от Черно и Мраморно море се движи на запад покрай северното крайбрежие на Бяло море, след което завива на юг по протежение на източното крайбрежие на Гърция. Скоростта на теченията е от 0,5 до 1 km/h.
Хидрографският режим на морето зависи основно от регионалния климат, притокът на речна вода от големите реки вливащи се в северната му част, както и от сезонните промени в притока на повърхностните води от Черно и Мраморно море през протока Дарданели.
Водата в Бяло море е призната за притежаваща тонизиращи качества, въпреки че през август температурата ѝ може да достигне до 25 градуса. Бяло море е по-малко солено, отколкото е Средиземното. На едно и също място може да се наблюдават няколко нюанса на водата – от светлосин през синьозелен, до тюркоазен и наситено тъмносин.
Температурата на водата на Бяло море през 1991 г. и 1992 г. има следните характеристики:
1. Повърхностни води – 40 – 50 m (130 – 160 f), с летни температури от 21 – 26 °C и зимни температури, вариращи от 10 °C (50 °F) на север, до 16 °C (61 °F) на юг.
2. Междинната вода се простира от 40 – 50 до 200 – 300 m (660 – 980 f) и е с температура от 11 – 18 °C
3. Вода на морското дъно – среща се на дълбочина от 500 – 1000 m под морското равнище и е с много равномерна температура (13 – 14 °C) и соленост (37 – 39‰).[2]

## Стопанско значение и политика

### Морски транспорт, пристанища
Много от островите в Бяло море имат безопасни пристанища и заливи. В древни времена навигацията през морето е по-лесна, отколкото придвижването по суровия терен на европейското крайбрежие (и до известна степен крайбрежните райони на Мала Азия). Главни пристанища са Пирея, Солун, Измир. Между островите има множество морски и фериботни връзки. През морето преминават всички морски пътища за Русия, България и другите страни от Черноморския регион.

### Разпределение на островите
По-големите острови имат плодородни долини и равнини. От основните острови в Бяло море два принадлежат към Турция – Тенедос (Бозджаада) и Имброс (Гьокчеада); останалата част принадлежи на Гърция. Между двете страни има политически спорове по няколко аспекта на контрола върху беломорското пространство, включително размера на териториалните води, въздушния контрол и определянето на икономическите права на континенталния шелф.

### Риболов
Водите на Черно море, които идват чрез Босфора и Дарданелския пролив, са богати на хранителни вещества, кислород и планктон и влияят позитивно върху рибния живот на север. Южната част е най-бедна на риба поради отсъствие на влияние от Черно море.

### Полезни изкопаеми
В северната част на морето край остров Тасос се разработват нефтените полета Принос и Епсилон, всяко с дневен добив 3000-5000 барела/ден. На много от островите се добива мрамор. На остров Евбея се експлоатира желязно-никелова мина по открит способ на компанията ΛΑΡΚΟ. Тя е най-голямата в Гърция с годишен добив 1 200 000 – 1 500 000 тона.

## Туризъм
Около крайбрежието са разположени много курортни градове. Много от хотелите предлагат екскурзии до различните забележителности наоколо, а също така спортове като уиндсърф, тенис на корт, както и възможност за пазаруване в луксозни магазини. Има множество модерни плажове, както пясъчни, така и каменисти, както и романтични скали и заливчета. Бяло море привлича туристи от целия свят, но особено много от балканските държави. То е истински рай за любителите на фотографията, и особено на подводното снимане, както и на феновете на гмуркането. Под водата има много интересни морски животни и растения. Като правило вълнението в едно място на крайбрежието на Бяло море може да се смени с пълно спокойствие след няколко километра.

## Историческа справка

### Антична история
Сегашното крайбрежие датира от около 4000 г. пр. Хр. Преди това, през последната ледникова епоха (около 16 000 г. пр.н.е.) морското ниво е по-ниско със 130 метра от днешното, а в по-голямата част от северното крайбрежие има големи и добре водоснабдени крайбрежни равнини. Когато са заселени за първи път от човека, днешните острови, включително и Милос с важното си производство на обсидиан, вероятно са все още свързани с континента. Настоящото крайбрежие придобива днешния си вид през 7000 г. пр.н.е., като морските нива след ледниковата епоха продължават да се покачват още 3000 години след това.
Следващите бронзови цивилизации на Гърция и Бяло море са породили понятието „егейска цивилизация“. В древни времена по бреговете на морето са се зародили две древни цивилизации – минойската от Крит и микенската от Пелопонес.
По-късно се появяват градските полиси Атина и Спарта, както и много други, които съставляват древногръцката цивилизация. Платон описва гърците, живеещи покрай Бяло море „като жаби около блатото“. Бяло море в по-късни исторически периоди е свързано с римляните, византийците, българите, венецианците, генузците, селджуките и османците. Бяло море е мястото на възникване на демокрацията, а морските му пътища са били средство за контакт между няколко различни цивилизации в Източното Средиземноморие.

### Връзка с България
През XX век България получава излаз на Бяло море между 1912 и 1918 година и отново между 1941 и 1944 година, когато владее и два от егейските острови – Тасос и Самотраки.

### Проблеми през XXI век
През второто десетилетие на XXI век Бяло море е една от сцените на европейската мигрантска криза, след като над 1 милион бежанци от различни райони на света, особено сирийци, иракчани и афганистанци, правят опити да избягат от войните и бедността в своите страни, опитвайки по пътя си към Европа да прекосят морето от Турция към Гърция.